# Johnson (krater)
För andra betydelser, se Johnson (olika betydelser).
Johnson är en nedslagskrater med en diameter på 24 kilometer, på planeten Venus. Johnson har fått sitt namn efter den brittiska flygpionjären Amy Johnson.